# Koenigsegg Sadair's Spear
El Koenigsegg Sadair's Spear es un automóvil superdeportivo producido por el fabricante sueco Koenigsegg desde 2025. En esencia es una evolución del Jesko, ya que no un diseño totalmente nuevo.
El nombre «Sadair’s Spear» no es algo comercial, sino que nace de una historia de Christian von Koenigsegg para rendir tributo una vez más a su familia de su padre: Jesko von Koenigsegg, quien era un reconocido jinete ecuestre aficionado que, en su última carrera en 1976, cabalgó sobre un caballo de carreras llamado justamente Sadair's Spear. Ese nombre revive una vez más en una máquina que ha sido creada para competir al límite y, al mismo tiempo, coincidiendo con el 80.º aniversario de Jesko.

## Diseño
Es un coche homologado para poder circular por las calles de manera legal, que ha sido diseñado con una tendencia hacia la ligereza, la eficiencia y la velocidad, representa una evolución técnica sobre su predecesor: el Jesko Attack.
Algunas de sus mejoras incluyen una revisión bastante profunda incrementando el tamaño del sistema de apéndices aerodinámicos, con un alerón trasero móvil de doble hoja montado en la parte superior, para generar un 20% más de carga aerodinámica a través de las curvas y reduciendo la resistencia al aire en un 5% con respecto al Jesko. Todo esto trabaja en conjunto con un rediseño completo de la parte frontal, incorporando nuevos difusores, unos canards agrandados, salidas de aire optimizadas con un flap Gurney que aumenta la presión en el eje delantero, además de mejorar y ampliar las aperturas del cofre para optimizar la refrigeración. Todo esto genera hasta 1765 kg (3891 libras) de carga aerodinámica, lo que permite una estabilidad superior, incluso a velocidades extremas. Los rines de aleación forjados de siete radios, tienen diseño de turbina único hechos a la medida exclusivamente para este modelo. Los neumáticos Michelin Pilot Cup 2 de serie, con opción a los ultra adherentes Cup 2 R, son más anchos que los del Jesko para mejorar el agarre.
La carrocería alargada tiene una intención estética basada en el Jesko con algunas modificaciones y, sobre todo, su perfil pretende una estabilidad extraordinaria en rectas a alta velocidad, aunado a una gestión térmica avanzada que busca garantizar un funcionamiento constante, incluso en condiciones extremas. La clave es aprovechar el paso del aire al máximo. Se diseñó un paquete aerodinámico y de admisión exclusiva que gestiona el aire para aprovechar la carga aerodinámica a velocidades de circuito y, al mismo tiempo, mejora el flujo de aire alrededor del coche a altas velocidades.
Su interior tiene una atmósfera funcional y sencillo con un diseño minimalista que reemplaza los excesos de lujo anteriores, para centrarse en la tecnología y ergonomía, como el sistema de pantalla digital SmartCluster en el volante, interfaz SmartCenter, conectividad USB, carga inalámbrica por inducción para teléfonos móviles, cámaras externas que permiten una visión de los alrededores del coche para facilitar el estacionamiento y el sistema Autoskin, que abre las puertas y paneles sin contacto físico. Los asientos de carbono únicos en esta edición, pueden equiparse opcionalmente con cinturones de seguridad de hasta seis puntos, recordando su deportividad y enfoque para el uso intensivo en circuito. El cambio más notorio está en el material aislante de la cabina, del que se han logrado eliminar hasta 2,6 kg (5,7 libras); y otros 1,3 kg (2,9 libras) más, gracias las nuevas formas de trabajar la fibra de carbono. No tiene palanca de cambios, ya que la transmisión se gestiona única y exclusivamente a través de las paletas detrás del volante. El mecanismo central de cambios se ha reemplazado por un nuevo llavero, lo que ha disminuido el peso del coche.

“Este coche está destinado a batir récords”. “Conseguir un dominio tan fuerte en la pista con un coche que es legal para la carretera abierta es algo cuanto menos remarcable…”
Según lo enfatizado por Christian von Koenigsegg.

## Mecánica
Está equipado con un motor V8 de cigüeñal plano biturbo de 5032 cm³ (5 L; 307,1 plg³), el mismo ya conocido previamente en el Agera RS y el Jesko, aunque con una gestión mejorada y nuevas entradas de aire que proviene de la admisión y la refrigeración, así como una nueva puesta a punto en su calibración.
Toda la potencia se transmite a las ruedas traseras a través de la transmisión Light Speed (LST), que carece de volante de inercia y permite una respuesta instantánea, con una capacidad de aceleración interna de hasta 46000 rpm o alcanzar las 8500 rpm en apenas 0.2 segundos. Esta consta de varios embragues multidisco húmedos en un diseño compacto y ultraligero, con lo que es capaz de cambiar de marcha casi instantáneamente gracias a la apertura y cierre simultáneos de los embragues. El chasis ha sido optimizado con una suspensión de triple amortiguador en el eje delantero y control activo, capaz de modificar su altura libre con respecto del suelo, a fin de optimizar su desempeño para la calle o el circuito. Los frenos de gran diámetro también se han mejorado con respecto al Jesko, sobre todo en el material de los pistones y pastillas, para poder soportar todavía más la temperatura y fricción.
Gracias a las nuevas técnicas de construcción con uso extensivo de fibra de carbono, así como una reducción del aislamiento acústico y el minucioso rediseño de múltiples componentes mecánicos e interiores, ha logrado perder 35 kg (77 libras) con respecto al Jesko Attack, superando una vez más la barrera de la relación potencia a peso de 1:1.
El modelo ha sido capaz de rebajar en 1.1 segundos el tiempo del Jesko Attack en el circuito de Gotlandia en Suecia.
| Materiales del motor                | Bloque y cabezas de aluminio |
| Distribución                        | DOHC 4 válvulas por cilindro |
| Sistema de lubricación              | Cárter seco |
| Relación de compresión              | 9.0:1 |
| Diámetro x carrera                  | 92 x 95,25 mm (3,62 x 3,75 pulgadas) |
| Alimentación                        | Inyección secuencial multipunto con sensores de retorno y presión de cilindros individuales. Dobles turbocompresores cerámicos con rodamiento de bolas con sistema de respuesta, combustión por circuito cerrado individual y control con sonda lambda. Presión de impulso: 1,7 bares (24,2 psi; 166,6 kPa) con gasolina de 98 octanos; y 2,2 bares (31,3 psi; 215,6 kPa) con E85 |
| Peso del motor                      | 189 kg (417 libras) |
| Potencia máxima                     | 1300 HP (1318 CV; 969 kW) @ 7800 rpm (gasolina) 1625 HP (1648 CV; 1212 kW) @ 7800 rpm (E85) |
| Par máximo                          | 1500 N·m (1106 lb·pie) @ 5100 rpm |
| Línea roja                          | 8500 rpm |
| Capacidad del tanque de combustible | 72 litros (19,0 galAm) |

## Producción
Su producción está limitada a solamente 30 unidades, mismas que ya están todas vendidas durante una presentación privada previa al anuncio público. Se concibe como una obra maestra de ingeniería contemporánea y también como una pieza de colección reservada.